# 宮崎誠
宮崎 誠（みやざき まこと）は、日本のソングライター・編曲家・ギタリスト。埼玉県出身。ベリーグー所属。

## 経歴
1981年生まれ。13歳でギターを始め、22歳から本格的にギタリストとしての活動を始める。その後、ロック、ポップスを中心に様々なジャンルの作曲・編曲も精力的に行う。柔らかく印象的なメロディラインが特徴。編曲、ギタープレイにおいてはバンド系から打ち込み系まで幅広く対応する。新谷良子、柿原徹也のライブにおいてバンドマスターを務めている。

## 楽曲を提供した主な作品
出典: 

### アニメ関連
- ぢべたぐらし あひるの生活（作曲・編曲）
- ドラゴンクライシス!（作曲・編曲）
- トリアージX（作曲・編曲）
- ワンパンマン（作曲・編曲）[4]
- RPG不動産（作曲・編曲）
- サクラクエスト（(K)NoW_NAME:Makoto Miyazaki名義 作曲・編曲）
- SPY×FAMILY（(K)NoW_NAME:Makoto Miyazaki名義 作曲・編曲）
- アイドルマスター シンデレラガールズ U149（作曲・編曲）
- ゾン100〜ゾンビになるまでにしたい100のこと〜（作曲）[5]
- とらドラ!
  - 「TANPOPO」（作曲・編曲）
- 聖痕のクェイサー
  - 「HIGH END」（作曲・編曲）
- 懺・さよなら絶望先生
  - 「密室ロッカーズルーム」（作曲・編曲）
  - 「絶望レストラン」REMIX
- ちゅーぶら!!
  - 「Shy Girls」（作曲・編曲）
  - 「We Know」（作曲・編曲）
- 涼宮ハルヒの憂鬱
  - 「SOSならだいじょーぶ」（作曲）
- 魔法つかいプリキュア!
  - 「Dokkin♢魔法つかいプリキュア！」（編曲）
- ラブライブ!サンシャイン!!
  - 「届かない星だとしても」（作曲・編曲）
  - 「トリコリコPLEASE!!」表題曲（作曲・編曲）
  - 「CRASH MIND」（作曲・編曲）
  - 「GEMSTONE “DE‐A‐I”」（作曲・編曲）
- 百花繚乱 SAMURAI GIRLS
  - 「激しい夜の激しい命」（編曲）
- お兄ちゃんのことなんかぜんぜん好きじゃないんだからねっ!!
  - 「Perfect Kiss」（作曲・編曲）
  - 「毎日発売日」（作曲・編曲）
  - 「走れ!!AGE探検隊」（作詞・作曲・編曲）
- Re:ゼロから始める異世界生活
  - 「Redo」（作曲・編曲）

### ゲーム関連
- THE IDOLM@STER[注 1]
  - 「START!!」（作曲・編曲）[6]
  - 「星のかけらを探しにいこうagain（Version Makoto）」（カバーアレンジ）
  - 「スマイル体操」（作曲・編曲）
  - 「スウィートドーナッツ（Version Yayoi）」（カバーアレンジ）
  - 「One Step」（作詞・作曲・編曲）
- アイドルマスター シンデレラガールズ[注 2]
  - 「GOIN'!!!」（編曲）
  - 「ハイファイ☆デイズ」（作詞・作曲・編曲）
  - 「Sparkling Girl」（編曲）
  - 「サマカニ!!」（作詞・作曲・編曲）
  - 「追い風Running」（編曲）
  - 「Spring Screaming」（作詞・作曲・編曲）
  - 「スパイスパラダイス〜カレーメシVer.〜」（作詞・作曲・編曲）
  - 「さよならアロハ」（作詞・作曲・編曲）
  - 「弾丸サバイバー」（作詞・作曲・編曲）
  - 「Wish you Happiness!!」（作詞・作曲・編曲）
  - 「ギョーてん！しーわーるど！」（作詞・作曲・編曲）
  - 「ゼロトゥワン‼」（作詞・作曲・編曲）

### テレビ番組
- すすめ!キッチン戦隊クックルン
  - 「すすめ!キッチン戦隊クックルン」（作曲・編曲）
- 非公認戦隊アキバレンジャー
  - ED「明日はアキバの風が吹く」（編曲）
- クッキンアイドル アイ!マイ!まいん!
  - 「ミラクルを待っている」（作曲・編曲）
  - 「あの丘の向こうまで」（作曲・編曲）
  - 「こねこねネコだゾウ」（作曲・編曲）
  - 「キッチンはマイステージ」REMIX

### テレビドラマ
- 今だから、新作ドラマ作ってみました 第3夜「転・コウ・生」（2020年5月8日、NHK総合） - 音楽
- ビリオン×スクール 第1話（2024年、フジテレビ） - 音楽

### アーティスト
- 有安杏果
  - 「Another story」（作曲・編曲）
- 高城れに（ももいろクローバーZ）
  - 「一緒に」（編曲）
- 佐々木彩夏（ももいろクローバーZ）
  - 「My Cherry Pie（小粋なチェリーパイ）」（編曲）
- アイドリング!!!
  - 「ロデオマシーン」（編曲）
  - 「戦闘恋愛少女ロボB型の憂鬱」（作曲・編曲）
  - 「夏のお嬢さん」（編曲）
  - 「ミルキーガール」（作詞・作曲・編曲）
  - 「苺牛乳」（作詞・作曲・編曲）
  - 「サラサラ★キューティコー」（作詞・作曲・編曲）
  - 「バッキューン！」（作詞・作曲・編曲）
  - 「目には青葉　山ホトトギス　初恋」（作曲・編曲）
  - 「無条件☆幸福」（作曲・編曲）
- やなわらばー
  - 「秋桜」（編曲）
  - 「木綿のハンカチーフ」（編曲）
  - 「黄金の花」（編曲）
  - 「First Love」（編曲）
  - 「LOVE LOVE LOVE」（編曲）
  - 「童神～ヤマトグチ～」（編曲）
  - 「温かい手」（編曲）
- ココア男。
  - 「軌跡～time to go～」（作曲・編曲）
- HIMEKA
  - 「クロスロード」（編曲）
  - 「限界DREAMERS」（編曲）
- ChouCho
  - 「優しさの理由」 （作曲・編曲）
- 富樫美鈴
  - 「Fly away」 （作詞・作曲・編曲
  - 「アイノウタ」（作曲・編曲）
- yoshiki*lisa（吉木りさ）
  - 「Over the rainbow！」（作曲・編曲）
  - 「君が待つ世界の果て」 （作曲・編曲）
  - 「DISCOTHEQUE」（編曲）
  - 「ダイアモンド クレバス」 （編曲）
  - 「限りある世界で」（作詞・作曲・編曲）
- 堀江由衣
  - 「夏の約束」（作曲・編曲）
  - 「True truly love」（作曲）
- 今井麻美
  - 「Dear Darling」（作曲・編曲）
- 原由実
  - 「splash mind」（作曲・編曲）
  - 「風のオーケストラ」（作曲・編曲）
  - 「Lights in the sky」（作曲）
  - 「風のオーケストラ-french taste-」（作曲）
  - 「HEART LETTER」（作曲）
- 原田ひとみ
  - 「疾走論」（編曲）
- 喜多修平
  - 「世界で一番恋してる」（作曲・編曲）
- 柿原徹也
  - 「GENERATIONS」（編曲）
  - 「world in bloom」（作曲・編曲）
  - 「ダンディギ」（編曲）
  - 「Supernova」（作詞・作曲・編曲）
  - 「君の声に」（編曲）
  - 「GENERATIONS」（作詞・作曲・編曲）
  - 「Call My Name」（作詞・作曲・編曲）
  - 「Hands up」（作詞・作曲・編曲）
  - 「Eternal screaming」（作詞・作曲・編曲）
  - 「ocean flying」（作詞・作曲・編曲）
  - 「運命の引力」 （編曲）
  - 「Cheers!!」 （作曲・編曲）
  - 「Good Luck」（作曲・編曲）
  - 「Labyrinth」（作曲・編曲）
  - 「Bible of Heart」 （作曲・編曲）
  - 「Electric Monster」（作詞・作曲・編曲）
- 吉野裕行
  - 「ブルーラグーンに恋して」（作曲・編曲）
  - 「さみしがりやのバラード」（作曲・編曲）
  - 「マイペース」（編曲）
  - 「Anthem」（作曲・編曲）
  - 「CALL」（編曲）
  - 「歩いていこう」（作曲・編曲）
  - 「Giant Killing」（作詞・作曲・編曲）
  - 「雨のアルペジオ」（作詞・作曲・編曲）
  - 「Days」（編曲）
- G.Addict
  - 「BLUE」（作曲・編曲）
  - 「Chain of mind」（作曲・編曲）
  - 「Last days」（作曲・編曲）
  - 「bullet」詞・（作曲・編曲）
  - 「Last days」（作曲・編曲）
- 浪川大輔
  - 「Hurricane Rock Star」（作曲・編曲）
  - 「パンとサーカス」（作曲・編曲）
  - 「run」（作曲・編曲）
  - 「ドレスコード」（編曲）
  - 「Elements」（編曲）
  - 「Recollection」（編曲）
  - 「スマイルエクササイズ」（作曲・編曲）
  - 「Jump Out Loud」（作曲・編曲）
  - 「なりたい ありたい」（作曲・編曲）
  - 「はろー☆ぴ～ぷる」（作曲・編曲）
  - 「Hand in Hand」（作曲・編曲）
  - 「ジキルとハイド」（作曲・編曲）
  - 「distance」（作曲・編曲）
  - 「空色追想歌」（作曲・編曲）
- 鈴村健一
  - 「蒼」（作曲・編曲）
  - 「in my space」（作曲・編曲）
  - 「HIDE - AND - SEEK」（作曲・編曲）
- ゆいかおり
  - 「Blitzallies」（作曲・編曲）
  - 「クリスタルの誓い」 （作曲・編曲）
  - 「VIVIVID PARTY!」 （作曲・編曲）
- 古川雄大
  - 「monochrome」（作詞・作曲・編曲）
  - 「hERO」（作曲・編曲）
  - 「Song for」（作曲・編曲）
  - 「rainbow」（作詞・作曲・編曲）
- 新谷良子
  - 「Best Wishes!」（共作詞・作曲・編曲）
  - 「Punkadelic Devil」（作詞・作曲・編曲）
  - 「STARting -from rebirth-」（作詞・作曲・編曲）
  - 「Hello!! Hello!!」（作詞・作曲・編曲）
  - 「Over」（作詞・作曲・編曲）
  - 「Banbi's Boogie」（作詞・作曲・編曲）
  - 「ReunionS」（編曲）
  - 「Blanc/Noir」（作曲・編曲）
  - 「before party swings」（作曲・編曲）
  - 「おやすみのほし」（作曲・編曲）
  - 「Star Gate」（作詞・作曲・編曲）
  - 「Endless Happiness」（作詞・作曲・編曲）
  - 「black very pie」（作曲・編曲）
  - 「The One」（作曲・編曲）
  - 「Seven Color Palette」（作詞・作曲・編曲）
  - 「new story」（作詞・作曲・編曲）
  - 「ラバーソウル」（作曲・編曲）
  - 「Precious Place」（作詞・作曲・編曲）
  - 「another day」（作詞・作曲・編曲）
  - 「バタフライ」（作詞・作曲・編曲）
  - 「ハートブレイカー」（作曲・編曲）
- 鈴木達央
  - 「Introduction」（作曲・編曲）
  - 「crawl-クロール-」（作詞・作曲・編曲）
- 野中藍
  - 「みんなのうた」（作曲・編曲）
- 飯塚雅弓
  - 「キミとヒカリ」（編曲）
  - 「CANDY SKY」（作曲・編曲）
  - 「永遠のうた」（編曲）
  - 「みんなで」（編曲）
  - 「TRUST～君と歩く未来～」（編曲）
  - 「飛ばせ!!」（編曲）
  - 「befriend」（編曲）
  - 「僕のパートナー」（編曲）
- TRUE
  - 「STEEL -鉄血の絆-」（作曲・編曲）
- JAM Project
  - 「THE HERO!! 〜怒れる拳に火をつけろ〜」（編曲）
- 超ときめき♡宣伝部
  - 「GAMUSHARA（超ver）」（作詞・作曲・編曲）
- アメフラっシ
  - 「Rain Makers!!」（共作詞・作曲・編曲）
  - 「Over the rainbow」（作曲・編曲）
- ROF-MAO
  - 「一撃」（作詞・作曲・編曲）

## サポート

### ライブ
- 新谷良子
- 柿原徹也
- 浪川大輔

### MV出演
- 新谷良子
  - 恋の構造
  - Wonderstory
  - CANDY☆POP☆SWEET☆HEART
  - Euphoric Prayer
  - AUTOMATIC SENSATION
  - Bambi's Boogie
  - Blooming Line
  - STARting -from rebirth-
  - DAFT GEAR